# Lahnajärvi (sjö i Kouvola, Kymmenedalen)
Lahnajärvi är en sjö i kommunen Kouvola i landskapet Kymmenedalen i Finland. Arean är 34 hektar och strandlinjen är 2,66 kilometer lång. Sjön  ingår i Kymmene älvs huvudavrinningsområde.   Den ligger omkring 82 kilometer norr om Kotka och omkring 140 kilometer nordöst om Helsingfors. 